# 陈政墓
陈政墓，位于中国福建省漳州市云霄县将军山。1991年4月17日公布为第三批福建省文物保护单位，类型为古墓葬。2013年3月5日公布为第七批全国重点文物保护单位。
陈政墓的历史年代为唐～宋。